# Кувейтци
×Кувейтците са араби, живеещи на територията на Кувейт – държава, разположена в североизточната част на Арабския полуостров и на брега на Персийския залив.

## Население
Според преброяването през 1957 г. в страната живеят 206,4 хил. жители, през 1985 г. – 1,712 млн., през 1995 г. – 1,576 млн., през 2001 г. – 2,275 млн. души. Такъв бърз растеж на населението се дължи на привлекателността на Кувейт за имигрантите.

## Етническа история
Предците на кувейтците са племена от Арабския полуостров, в които през 2-рата половина на 2-ро хилядолетие пр.н.е., след опитомяването на камилатаa, икономическият и културен тип на номадските камиловъди започна да се оформя (Бедуинов).

## Език
Кувейтците говорят арабски. Терминът „арабски“ включва Литературен арабски и разговорен или диалект. Арабският сега е най-разпространеният от семитско-хамитските или афроазиатските езици. Кувейтският народен език е свободен в своето развитие и се различава от книжовния (както и други диалекти на арабския език) по редица фонетични, лексикални и граматически характеристики. Формирането му е повлияно от взаимодействието с персийски, турски, английски и езиците на Индия, както и говорим език на бедуинските племена Арабски полуостров. Кувейтският диалект е най-близък до този в южните региони Ирак и североизточните Саудитска Арабия. Кувейтският диалект съдържа много думи от персийски, турски и индийски произход. Има думи, заети от английски и френски език. Английският е работен език в икономическата дейност и наука, както и в общуването с чужденци. Но той не навлезе дълбоко в сферата на комуникацията между кувейтците, въпреки дългия период на британско господство.

## Бит и традиции
След като получи независимост, Кувейт стана суверенна държава, общественото съзнание на жителите на която бързо се променяше. Но все пак за кувейтците все още е голямо значението на такива морални категории като преданост към племе и клан, жертва в името на техните интереси, гостоприемство, състрадание важност. Отношението на кувейтците, техните идеи за отношенията в общество и семейство се формират в суровите условия на пустинята, където хората са много зависими от силите на природата.
Кувейтците традиционно се поздравяват, като се ръкуват и целуват по бузите. Обикновено мъжете и жените не си разменят повече от няколко думи, възможно е и ръкостискане. Приемливо е обаче мъже и жени да целуват бузите, ако са близки помежду си.
Гостоприемството в Кувейт често се изразява чрез сервирането на чай и кафе. Много е необичайно гостът да влезе в къща, офис или дори в склад, а не да му бъде предложен чай или кафе. В традицията на кувейтските бедуини отказът на госта за чай или кафе понякога се възприема като обида към домакина, тъй като се възприема като отказ от страна на госта на усилията на домакина да бъде гостоприемен.

### Традиционни домакински дейности
Кувейтците се делят на 2 категории – потомствени градски жители (по-голямата част от населението) и полузаседнали номади и. Големият приток на имигранти позволява на част от населението да води традиционен начин на живот в пустинята.

### Традиционен тип селище
Гъстота на населението – 122,9 души. на 1 km². 98% от населението живее в градовете. Най-големият град е столицата Ел Кувейт, където е съсредоточено почти цялото население на страната. Традиционното градско оформление е хаотично, с тесни улици и платна, в резултат на преустройството на столицата, споменато по-долу, малко от традиционното оформление е запазено там. Приблизително същата е ситуацията и в други градове на Кувейт.
Номадите и полуномадите живеят в палаткови лагери.

### Традиционна храна
Традиционната кувейтска храна е пшенични или ечемични сладкиши, зеленчуци, фурми и други плодове, кисело мляко, овче сирене, топено масло, прясна или сушена риба. Традиционни ястия – пшенична или царевична каша-бургул с кисело мляко или парчета месо, мачбус – пилаф с риба и зеленчуци, салуна – риба или месо, задушени с различни зеленчуци, кебап – пържено месо с домати. Ястията обикновено са пикантни, кувейтците добавят много подправки и пикантни зеленчуци към храната си (например местния кореноплоден зеленчук руад, дълги месести листа от кувейт и малки листа от барбир).

### Традиционно облекло
Традиционното облекло на кувейтците не се различава съществено от бедуинския костюм, характерен за всички райони на Северна Арабия. Мъжкото облекло се състои от дълга и широка риза, обикновено бяла, панталони, червена роба, kufiya, обикновено в червено и бяло каре или с червена шарка, прилепнал към черна вълнена плитка, усукана около главата – икал. В старите времена Кувейт е бил известен със занаята за производство на шарени червени куфи-куаити, отдавна изместен от фабричните. Традиционните обувки са кожени сандали. Също така мнозина предпочитат европейския стил на облекло. Модерното кувейтско облекло е комбинация от арабски и европейски елементи. Много градски жени не излизат без покривало за глава (някои са лица).

### Традиционно жилище
Традиционното жилище на номади и полуномади е четириъгълна палатка от черна (обикновено козя) вълна, понякога от брезент, заседнали араби – жилище с рамки и колони. От древните градски жилища преобладават едно- и двуетажни къщи с плосък покрив, оградени с парапет с проходни отвори за оттичане на дъждовна вода и изградени от кални тухли. Богатите къщи, изградени от камък с варов хоросан, имат висок сгъваем портал, орнаментиран с алабастър, както и няколко арковидни галерии по фасадата. Прозорците на традиционните градски къщи гледат към двора. От средата на 20-ти век значителна част от Кувейт Сити е възстановена по модерен начин и съответно много стари къщи са разрушени, но елементи от традиционната градска архитектура все още са запазени в модерни сгради.

### Фолклор
Народното изкуство на Кувейт Кувейтците са близки до саудитското и южноиракското.

## Държавно устройство
Съгласно конституцията, приета през 1962 Кувейт е конституционна монархия.
Държавен глава е Емир, шейх Сабах ал-Ахмед ал-Сабах. Емирът назначава ръководителя на правителството, има право да разпуска парламента, да подписва законопроекти и да ги връща на Меджлиса за преразглеждане. Емирът е върховен главнокомандващ на въоръжените сили на Кувейт, той назначава ключови постове в армията на Кувейт, включително командири на всички клонове на армията. Емирът се ползва с правен имунитет съгласно конституцията, но критиките му в медиите не са забранени.
Освен това емирът назначава престолонаследникаа. Кандидатурата му обаче трябва да бъде одобрена от членовете на управляващата фамилия и одобрена от Народното събрание. В случай, че Народното събрание гласува против кандидата, предложен от емира, емирът е длъжен да представи на събранието трима други кандидати от управляващото семейство. Събранието избира един от тях.
Емирът назначава министър-председателя измежду членовете на управляващото семейство. Министър-председателят от своя страна назначава длъжности в правителството. Всички министри са членове на Народното събрание и поне един министър се избира. Ключовите министерства се ръководят от членове на управляващото семейство.
Законодателната власт е предоставена на емира и еднокамарното Народно събрание „Маджлис ал-Джума“ (Национално събрание). 50 депутати се избират на общи избори за четиригодишен мандат, други 15 се назначават от министър-председателя. Политическите партии са забранени.
Кувейт е единствената страна в Персийския залив с избран законодателен орган, докато емирът и главата на управляващото семейство тук също преминават през процес на избор и утвърждаване, за разлика от наследствените монархии на съседните страни.